# 独楽

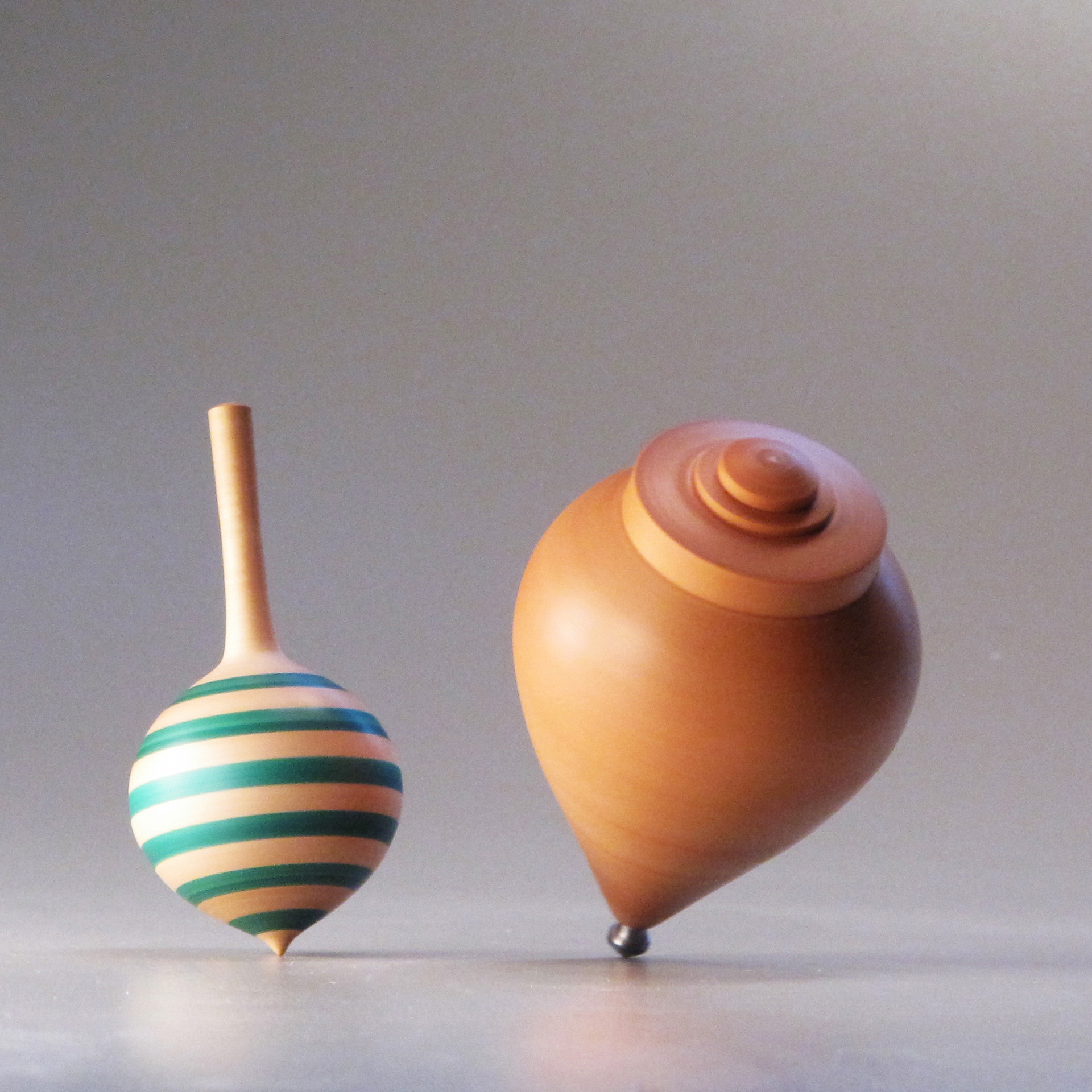
独楽2種

独楽（こま）は、何らかの塊を軸を中心として回転させて遊ぶ伝統的な玩具の一種。軸の先は細くなっており、周りにバランスをとるための重りがついている。

## 独楽の分布

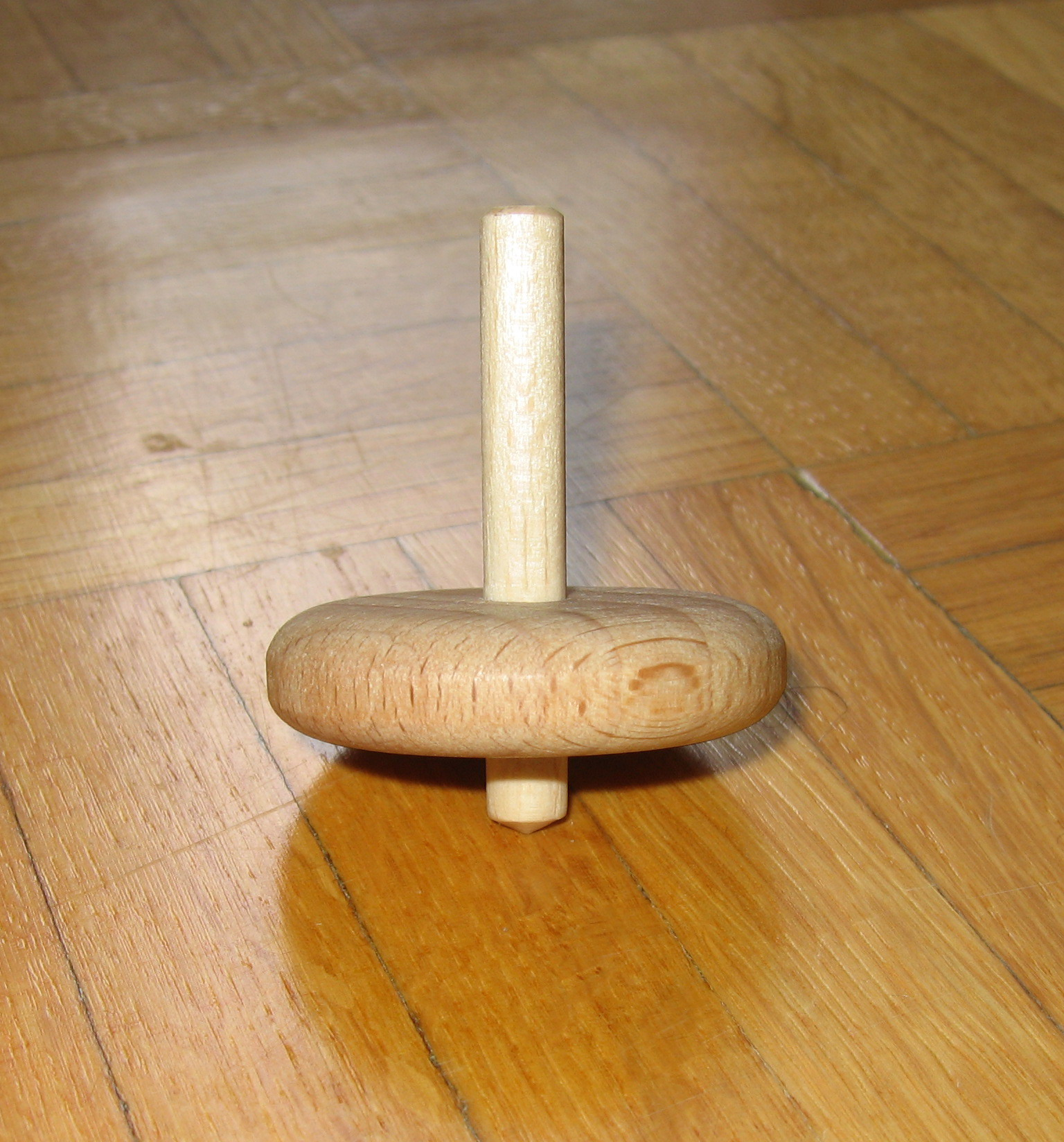
木製の独楽（スロヴェニア）

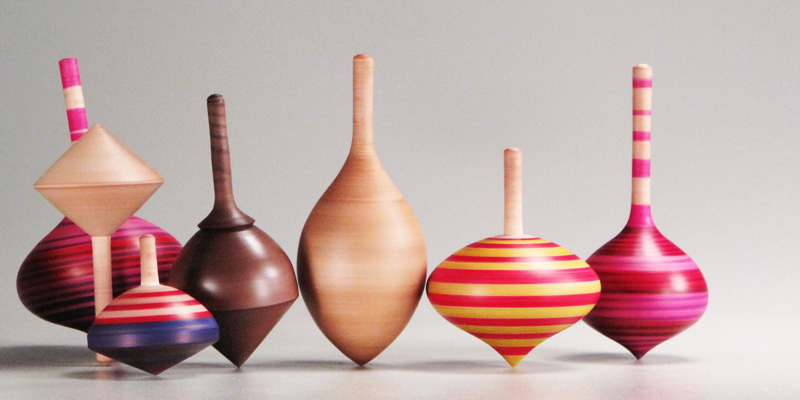
様々なコマ

独楽は世界各地でみられ、それぞれ独自に発生したものと思われる。各地に独特なものが見られる。
一般には子供の遊びと考えられているが、マレーシアのガシンのように、地域によっては大人も巻き込んだ楽しみになっている場合もある。賭ゴマは大人の遊びである。また、日本の曲ゴマや中国の空中ゴマなど、芸能として認められている。
日本では、独楽作りは各地の民芸品、木地玩具としても作り続けられている。現在では淘汰が進んでしまったが、地域の名を冠する各地に固有の独楽はまだまだあちこちに残っている。特に九州には多くの独楽が知られている。

## 独楽の歴史

### 起源と発展

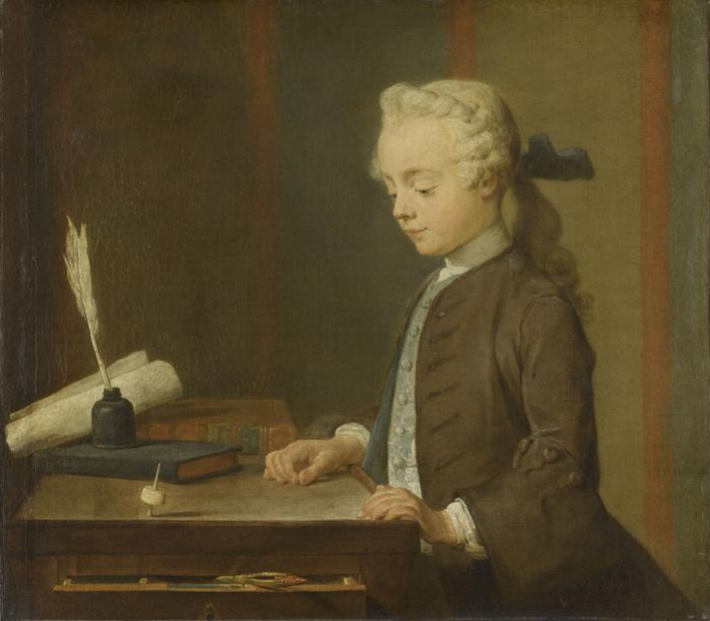
『L’enfant au toton』Jean-Baptiste-Siméon Chardin (1735年)

独楽は極めて古い歴史を持つ。ひねりゴマが最も簡単なこまで、これが初めであると考えられるが、実質的な証拠としてはぶちゴマが古くから存在したことが確認されている。エジプトでは紀元前1500年ごろの独楽が発見されているが、これは木製で円柱の下を逆円錐に削ったもので、ぶちゴマと考えられる。古代ギリシャにもぶちゴマやひねりゴマに関する記述が見られる。
ぶちゴマは、胴を横から鞭で叩いて回す独楽であるが、回し始めの時には先ず紐を巻いてそれを引くことで回すものがある。どうやらこれが紐で回す投げゴマの起源となったらしい。ヨーロッパでは17世紀頃から投げゴマに関する記述や絵が見られるようになる。そこで見られる独楽は投げゴマとぶちゴマが半々程度である。

### 力学的研究と工学的応用
18世紀に入るとレオンハルト・オイラーなどによって独楽の角運動量、歳差運動、章動などの研究が進んだ。レオン・フーコーは1851年に地球の自転を精密な独楽によって証明しようと試み、それを「ジャイロスコープ」と命名している。ジャイロスコープはもともと独楽の性質を工学的に応用した装置であるが、コリオリの力やサニャック効果を利用して独楽を内蔵しなくても独楽がある場合と同じ様に機能するジャイロスコープも出現している。

### 日本における歴史
日本では6世紀ころにぶちゴマのような木製の出土品があるが、確実にぶちゴマだとは言い切れない。また、平城京跡や奈良県藤原宮跡などからも7 - 10世紀ごろのものと思われる独楽、または独楽型の木製品が出土している。平安時代ごろにはすでに大陸から伝わっており、独楽を使って遊んでいたと言う記録がある。これもぶちゴマであったらしい。また、宮廷の儀式などにも使用されていた。14世紀、『太平記』にはこまという言葉が出てくるが、これはこまつくり（古末都玖利）を略したものである。また、東北地方では、すぐりなどと、最初の2文字を略していた。また、正月のこままわしには、物事が円滑に回る、お金が回るという縁起が込められている。
18 - 19世紀にかけてヨーロッパでは独楽が流行したが、日本でも江戸時代には独楽が大進歩を遂げた。博多ではそれまでよりはるかに精密で長く良く回る独楽が作られた。これは博多ゴマと呼ばれ、この独楽を使って曲芸を見せるのが現在まで伝わる曲ゴマの始まりとなった。元禄年間にその記録がある。しばしば禁令も出されたようである。
江戸の子供たちは巻貝を加工した小さな独楽の回しっこをしていたことが伝えられており、これが明治中期に金属となって現在のベーゴマになった。ベーゴマも当初はぶちゴマであったらしいが、次第により強く回せる投げゴマに変化したらしい。ぶちゴマは江戸中期に次第に投げゴマに取って代わられたようで、明治以降には日本国内ではあまり見かけられなくなり、昭和後期には商品としては皆無といってよい存在となった。それに代わって投げゴマが日本では独楽の標準の位置についた。子供の遊びにもこれが使われ、天保年間には喧嘩ゴマとしてより強くなるように胴の外側に鉄輪をはめた鉄胴ゴマが作られるようになった。この形の独楽は永く残り、昭和末まではどこの駄菓子屋にも置いてあったものである。今治市の生産業者は、最盛期には年間200万個も生産したと言う。
しかし、昭和末より次第に投げゴマはすたれ始める。この時期は団塊ジュニア（1971年 - 1974年生まれのベビーブーマー）が子供の遊びをしなくなる思春期に達していく時期に重なっており、小学生は1981年（昭和56年）の1192万4653人をピークに減少が始まった（参考：2014年の小学生数は約660万人）。また、1983年（昭和58年）に任天堂より発売された「ファミリーコンピュータ」（ファミコン）を初めとする家庭用ゲーム機がバブル景気期にかけて広く一般家庭に普及した時期であり、バブル景気によって不動産価格が上昇し、子供が遊んでいた空き地が減った時期でもある。ガンプラ、ビックリマン、キン肉マン消しゴム、チョロQなど、新しい子供の遊びのブームも影響したと考えられる。駄菓子屋で独楽が山をなした風景は現在では見ることができない。代わって室内で機械式の回転装置をもつ独楽がよく見掛けられるが、室内遊戯である。1999年にベイブレードが出て子供の間でブームになったが、やはり投げゴマではなく回しやすい機構を備えている。
2011年から全国の中小製造業が自社の誇りを賭けて作成したコマを持ち寄り、一対一で戦うコマ大戦が行われ、2012年2月2日には、横浜みなとみらい21地区「テクニカルショウヨコハマ2012」にて、第一回全国大会G1が開催された。第一回全国大会G1にて優勝したコマは、株式会社由紀精密のコマで、レプリカモデルが販売されている。コマ大戦にて使用されるケンカゴマは直径20mm以下、一円玉より小さいコマで、その小さなコマを製造業が設計し、切削機や旋盤などのプロの機械を用いて自社の持てる技術を全て注ぎ込み作成したものである。
当時、心技隊という団体が運営していたが、現在はNPO法人全日本製造業コマ大戦協会が運営している。
2013年2月7日に、横浜みなとみらい21地区「テクニカルショウヨコハマ2013」にて、第二回全国大会G1が開催された。第二回全国大会G1にて優勝したコマは、有限会社シオンのコマで、ミニレプリカモデルが販売されている。
2015年2月15日には「世界コマ大戦2015」が横浜大さん橋ホールで開催され、7カ国29チームが参加し、優勝は日本の企業、準優勝はインドネシアの企業となった。
2017年4月1日に第三回全国大会G1 Japan Cup 2017がクイーンズスクエア横浜 クイーンズサークルにて開催された。

## 独楽の型

### 一般の独楽

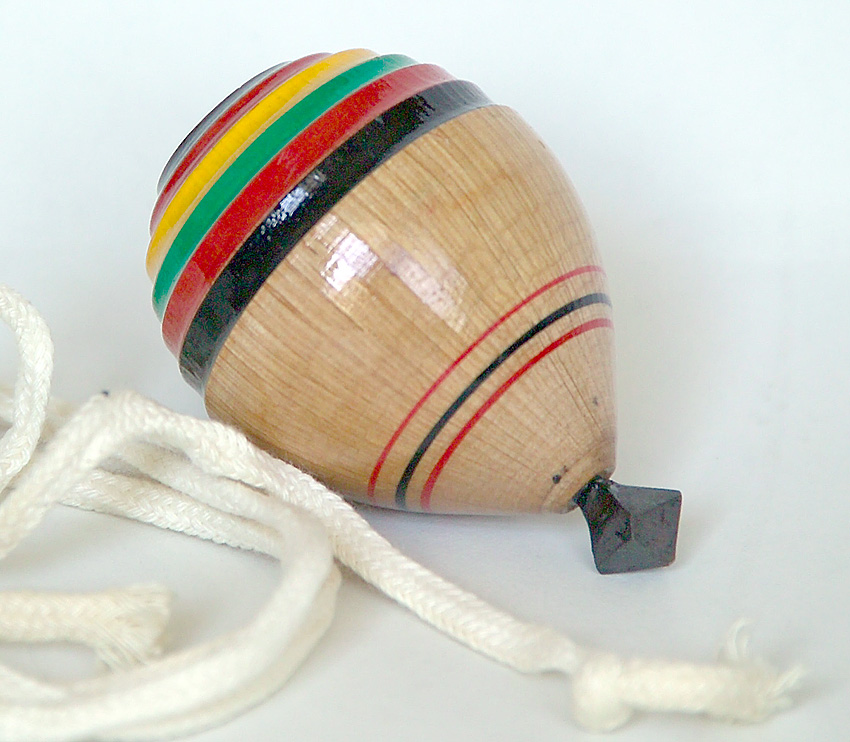
佐世保独楽

独楽と呼ばれるものには実にさまざまなものがあり、ドングリや巻き貝をそのまま回すもの、木の幹を切り落とし、先をややとがらせただけのものから、内部に複雑な構造を持つものまである。いずれにせよ、地面や固い基盤の上で本体を回転させて遊ぶもので、その回転軸が変わらないように、とがった先端を持つ。胴体の中心に軸を突き通した姿が日本では一般的であるが、必ずしも世界中に通じるわけではない。

#### 回し方
指でひねる
最も簡単な独楽は、指でひねって回すものである。胴体は比較的小さく、軸も短い。回転速度もさほど上げられないので、ごく簡単なもの、単純なものが多い。このような独楽は、ひねりゴマと呼ばれる。
手のひらで回す
細くて長い軸を持ち、これを両手で挟んで、手のひらをすりあわせることで回転させるものである。回転が足りなければ繰り返してすりあわせる。手よりゴマと呼ばれ、日本の曲ゴマはこの型である。
紐を使う
大きく分けて2つの方法がある。
軸に巻き付ける
いわゆるいと巻きゴマと言われるもの。独楽本体から上に伸びた軸に、細い紐を巻き付ける。軸の一部には、管がかぶせてあるなどの工夫がしてあり、この管を持って紐を引けば本体が回り出すしくみである。
胴体に巻き付ける
いわゆる投げゴマである。胴体の底面の逆円錐の部分に下から紐を巻き付け、紐の片方を持って胴体を投げ出して、紐を引くことで回転をつける。

鞭を使う
ぶちゴマといわれる。普通は軸を持たず、円筒形の胴体の下が逆円錐に削られた姿で、立てておいて、簡単な鞭のようなもので胴体を叩いて回転させる。別名を無精ごまとも言う。叩かないと動かないとの意である。
専用の道具を使う
最近増えてきた型で、独楽上面にかみ合わせがあり、ここに専用の回転を与える装置をつける。装置の中にはバネなどが仕込んであり、ここに力を蓄え、上の面のボタンを押してはじき出すなどの方法を採る。

伸縮棒を押す
地面や床に向け伸縮棒を押すことでコマが回る。

ゼンマイを巻く
ゼンマイを巻き、手を離して回す。

### 複雑な構造の独楽

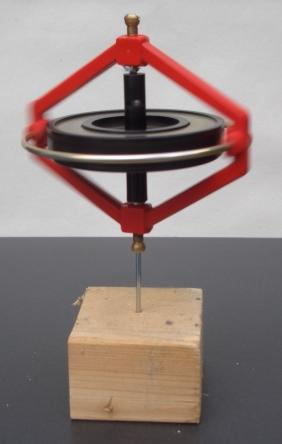
いわゆる地球ゴマと同等の独楽

一般の独楽は円盤形か円錐形の胴に軸があるもので、胴は固くて中が詰まっているものだが、ここに特別な仕掛けを持つものがある。
音の鳴る独楽
胴が内部に空洞を持ち、胴の側面に穴が開いていれば、独楽を回転させたときに音が出るようにすることができる。ビンの口を吹くのと同じである。
形が変わる独楽
胴の側面に溝があり、そこに羽根が折りたたまれているもので、回転させると遠心力で羽根が伸び、独楽が大きくなったように見える。独楽を急に止めると勢いで羽が畳まれる。ゴムが仕掛けてあって、回転が遅くなると畳まれるものもある。
軸受により枠に保持されたもの
地球ゴマのように、コマ本体が軸受により枠に保持されたものは、回転している間でも外枠をさわっていられる。外枠が中の弾み車を完全に覆っていれば、更に簡単である。一般に独楽は回した途端に手を放さなければならず、子供にとってはここが難しい。それを楽にするための工夫でもある。

### 空中の独楽
上述のような基盤の上で回すのではない独楽も存在する。日本では九州を中心として愛知県以西に伝承があるちょんかけ、またはちょんがけ、あるいは掛けゴマというのがそうで、円盤状の胴体の中心の片方に、先が太くなった釘が打ち込んである。回す場合には、胴体が垂直になる方向、回転軸が水平になる方向で回転させ、細長い紐を釘の根本にかけて、空中で紐を引き、独楽を紐に乗せたままで回転させる。また、中国の雑技団の芸にもある空竹は、円盤形の胴体二枚を鼓の胴のような軸でつないだもので、紐を軸の中央にかけ、やはり空中で紐を引き、紐の上で回転させる。同様のものが、ヨーロッパではディアボロと呼ばれる。これらは、独楽とヨーヨーの中間のようなものである。
他に、平らな円盤形で、底面の中央のくぼんだ部分にとがった棒に乗せ、その棒の先端で回転させる、皿ゴマというのもある。

## 独楽の運動

### 一般的な独楽の運動
まず、最初に与えられた回転が持続するのは、フライホイールとしての働きである。
続いて、一般的な、軸を持って基盤上で回転する独楽の運動には、一定の型がある（ここでは基盤が水平な平面の場合のみとする）。
1. 回転を与えられ、基盤の上に置かれると、一般に完全に垂直に置くことはできないので、独楽はやや傾いて回転を始めるが、直後より回転軸の傾きの方向が次第に変わってゆく。これはジャイロ効果#ジャイロモーメントによるものである。あわせて、軸の先は台の上で円を描いて、下端から回転軸方向の上方に伸ばした線のどこかに静止する点があるような運動をする。後者はジャイロ効果とはされない。両者をあわせてみそすり運動というが、前者のみを指すこともある。前者は地球の歳差運動と力学的に同様のものである。
2. 多くの場合、回転軸が鉛直方向を取るように、次第に立ち上がる[8]。それにつれて、軸先端の描く円は次第に小さくなり、やがて完全に鉛直となる。独楽は、自転運動と軸の先の摩擦により位置を微動する他は静止したようになる。静止した独楽が安定するのはジャイロ効果#回転軸保存性による。
3. やがて回転が遅くなるにつれて、その回転軸が傾き、再びみそすりを始める。やがて軸が傾いて胴体が土台に触れた途端、独楽はこれまでのみそすりと反対方向へ回ってその動きを止める。

なお、正確に作られていない独楽は、回転が収まらず、軸の先ががりがり音を立てたり、軸がぶれたりする。これを独楽が暴れるという。これは、摩擦の影響と、軸がそもそも慣性主軸からズレているために起こるもので、回転の中心と床との接触点のズレのために、自由歳差運動が止まらなかったり、コマが丸ごとブレるためである。よくできた独楽では、直立する姿勢を取ると、一見回っているようには見えないほどになり、これを「独楽が眠る」と表現することもある。
意図的に（自由歳差運動ではない）みそすりが継続するよう作られた独楽や、回転軸がどんどんズレて逆立ちするような独楽もある（後述）。

### 空中の独楽の運動
一般的な独楽がみそすりをするのと同じで、独楽を紐に乗せて空中に持ち上げれば、独楽全体がゆっくりと回転する。同じように、皿形の胴の片面から軸が出た構造のちょんかけゴマは、紐の上で回転させると全体が向きを変える。そのままでは紐がねじれてしまうので、一回りする前に紐を掛け替えてやらねばならない。
ディアボロや空竹は軸の両端に同等の胴が着いているため、ねじれることなく、回転の方向を維持する。

### 特殊な運動

逆立ちゴマ

逆立ちゴマでは、回転するにつれて独楽の回転軸がずれ、次第に底面が上を向き、最後には軸先端を下にして回り始める。回転が止まると再び底を下に向けて安定する。
ラトルバックは非対称形状のコマで、特定の方向に回転しやすい性質を持つ。回転しづらい方向に回した場合、回転のエネルギーが振動に変換されていき、いったん回転が完全に静止した後、初めと逆の方向に回転し始める。

### 機械的にあり得ない運動
機械力学の範囲ではあり得ない運動をする独楽もある。あり得ない運動とは、絶対に止まらない独楽や、空中浮遊する独楽などである。もちろん魔法などではなく、電気仕掛けや磁石を利用している。空中浮遊する独楽は市販されている。ただし、実際に浮遊させるのは難しい。

## 遊び方

### 回す
単に回すだけでも面白いものである。恐らく、独楽の発生はそこに動機があると思われる。ひねりゴマを回すことは力加減の調整が効きづらい初心者にとってはなかなかの関門である。投げゴマはひねりゴマより難しいとされる。掛けゴマとなれば、回すだけでその難易度は更に高い。
多くの場合、独楽には模様があって、回転する様子を見ているだけでも、その色の変化など、見飽きないものがある。
また、単に回すのではなく、回し方に凝る場合もある。たとえば投げゴマでは、投げたものを自分の手のひらにのせて回すとか、両手の間に紐を渡し、その上に乗せて回すなどの芸が伝えられている。空中で回す独楽では、非常に多彩な芸が知られる。

### 競う
回転する時間を競う
同時に回して、速く倒れた方が負け、といったものである。手軽にできるため、よく行われている。これの上級版で、マレーシアにガシンという独楽がある。この独楽のルールは、胴に分厚く金属を巻き付け、これを太い紐を巻き付けて投げるように回し、更に専用の台に移して回転させ、回転時間を競うというものである。回転維持時間は軽く五時間を超える。
ぶつけ合う
土俵を決めてそこで回転させ、互いの独楽をぶつけてはじかれたら負け、といったもの。ひねりゴマでは相撲取りの模様をつけ、小さな土俵型の円盤で遊ぶ相撲ゴマ、投げゴマやベーゴマがそれである。佐世保独楽は木の塊の胴体に金属の釘を突き刺しただけの構造で、これを互いにたたきつけ合い、相手の独楽をかち割る。
技を競う
さまざまな回し方を互いにやってみせる。
投げゴマの技
特定の場所を決めて投げる、いったん遠くへ投げつけておいて手元に引き寄せる、自分の手のひらの上に投げる、綱渡りなど。
空中ゴマの技
投げ上げる、他人との間で投げ合う、綱渡り、紐昇りなど。

### 曲芸
日本の曲独楽は演芸として独楽を専門に使う点で世界に他に例がない。一般に心棒が細い鉄芯の手より独楽を使う。
以下は寄席芸として演じられた曲独楽、三増流 三世 三増 紋也の寄席演目の一例である。 
手より独楽を使用する演目
末広
扇を広げた状態で地紙の中央に乗せて回す。他の流派では、地紙止めと称することがある。
刃渡り
日本刀の刃の上から切っ先で回す。三増流は、まっすぐ構えるが、他の流派は横に構える。
綱渡り
開始地点から終点までの距離3mから5mほど、釣り糸程度の細い糸の上を渡らせる。他の流派では、糸渡りと言うこともある。
小手調べ
10cm程度の独楽から始まって、30cmの大きな独楽を片手でひねって回転させる。やなぎ女楽は、独楽しらべと言っていた。

投げ独楽の演目
投げ独楽
直径15cmほどの胴体、鉄の心棒17cm程度の独楽を、長さ3m位の紐を巻き、投げて回す。投げ回した独楽を手で受け止め、演技に入る。
要止め
独楽を長さ1mの煙管の火皿に乗せ、扇を開いて要の部分に投げ移す。
行灯
吊るし行灯から垂らした紐に掛ける。独楽は行灯の仕掛けを開き、垂れ幕が出る。
衣紋流し
独楽を長さ1mの煙管の火皿に乗せ、曲独楽師の着ている羽織が小道具になる。始点は左袖、首の後から右袖、終点の煙管の先端まで一気に通らせる。袖がらみといって、最後まで回転が落ちていない時には、左の袖口で回す。やなぎ女楽は、晩年、衣紋の独楽と言って、投げずにもみ独楽で回して左袖に乗せ、衣紋流しとは違う演じ方をしていた。
江戸時代後半から明治にかけて、足芸やバランス芸、水芸と共に曲独楽として、多くの興行があった。
欧米ではディアボロがジャグリングの中で使われ、中国の空中ゴマも雑伎団の演目に含まれる。

### 賭ける

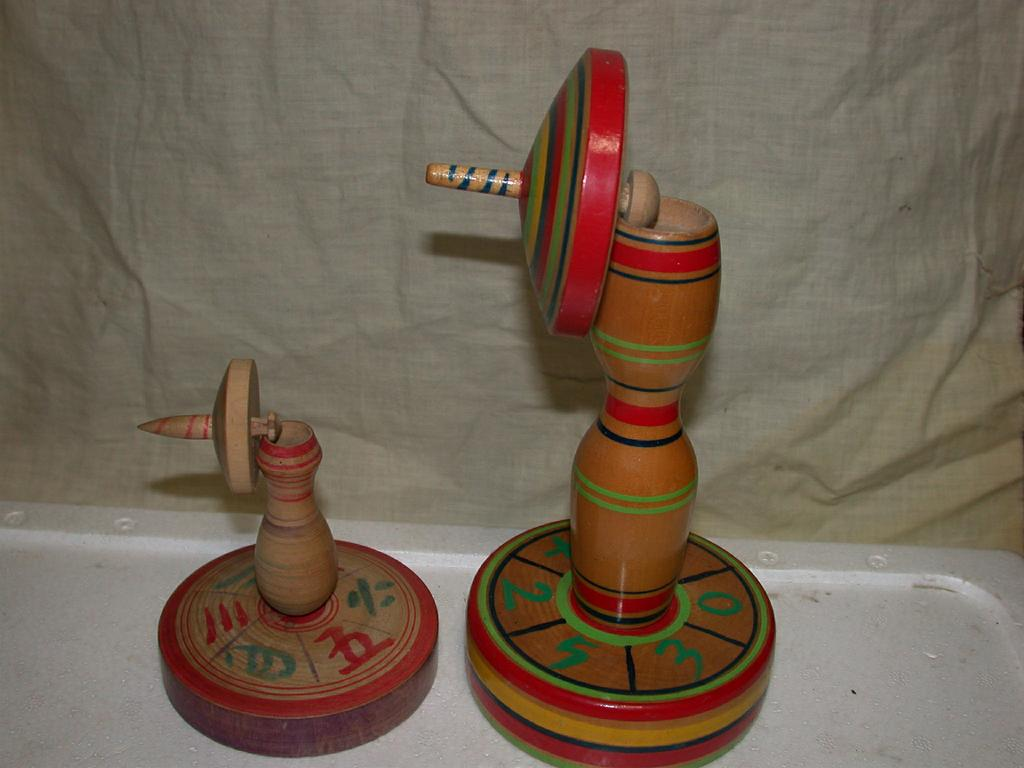
賭けゴマ

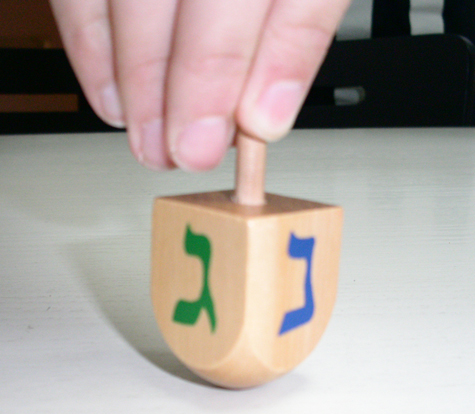
ハヌカーで使われるドレイドル

賭博の対象を独楽にするものである。先に挙げたような競う場合はこの対象になり得る。他に、賭けのために作られた独楽もある。
大きく2つの型がある。一つはひねりゴマの側面が多角形、たとえば六角柱型の胴の独楽で、それぞれの側面に数字や絵柄があるものである。回転が止まったときに倒れれば、どれかの面を上にするから、それを当てるものである。もう一つは丸い台の中心に柱を立て、その先端で独楽を回すもので、先端には独楽の軸のはいる孔があり、独楽の軸は先が膨らんで、胴との間に切れ込みが入っている。独楽が回転を止めると横に倒れるが、このとき台の先端の縁と軸とがかみ合って、独楽が柱から落ちずにある方向を指すようになっている。台の方には方向ごとに数字を書いてあって、独楽の先端の指す方向を巡ってルーレットのごとくに賭博を行うものである。

## 主なプロの曲独楽師
†印は物故者。
- 三増紋也 ※以下三増紋也一門
  - 三増小紋
  - 三増紋子
  - 三増紋之助
  - 三増巳也
  - 三増れ紋
  - マサヒロ水野
- 柳家三亀司
- 松井源水†（初代から17代目まで）※以下松井流曲独楽
  - 松井小源水†
  - 松井源朝†
  - 柳家小志ん†
    - 柳家とし松

  - 中村小市†
- 筑紫珠楽 ※博多独楽 
  - 筑紫こま鶴 ※現在はアメリカで活動中
- 但馬源水 ※以下弟子
  - 伏見紫水† ※以下弟子
    - 帰天斎正紅
    - 桂米八†
    - 2代目 伏見紫水（龍水改メ）
    - 大塚珠代
- やなぎ女楽†※江戸曲独楽
  - やなぎ南玉
- 藤田由仁（日本独楽博物館館長）
- 独楽太郎

### 独楽の種類
- ひねりゴマ
- 手よりゴマ
- 糸巻きゴマ
- 投げゴマ
- ぶちゴマ
- サイコロゴマ（英語版）（ティートータム、ユダヤ教のドレイドル）
- 鳴りごま（ドイツ語版） - 胴体部に空気を呼び込み鳴動するコマ。
- ブリキコマ - 螺旋状の心棒を上下に動かして回すコマ[10]。
- ゼンマイコマ - ゼンマイを巻き、手を離して回すコマ[6]

#### 特殊な独楽
- 逆立ちゴマ
- 地球ゴマ
- ベーゴマ
- ベンハムの独楽

#### 伝統工芸の独楽
- 京こま（京都）
- 伊予独楽（愛媛）
- 佐世保独楽（長崎）

#### 特定企業が開発した独楽
- ベーロボ（トミー 1983年）
- キャラコバッチ（バンダイ 1992年）
- すげゴマ（タカラ 1995年）
- ぷよぷよバトルトップ（タカラ）
- ベイブレード（タカラ 1999年7月）
- スピンセイバー（カバヤ 2007年）
- バウアンルーレット

### 理論上の独楽
- オイラーのコマ
- コワレフスカヤのコマ
- ラグランジュのコマ

### 独楽の応用
- ジャイロスコープ

### 独楽の用途
- 曲独楽